# Le Châtelard (Sabaudia)
Châtelard – miejscowość i gmina we Francji, w regionie Owernia-Rodan-Alpy, w departamencie Sabaudia.
Według danych na rok 1990 gminę zamieszkiwało 491 osób, a gęstość zaludnienia wynosiła 27 osób/km² (wśród 2880 gmin regionu Rodan-Alpy Châtelard plasuje się na 1151. miejscu pod względem liczby ludności, natomiast pod względem powierzchni na miejscu 587.).